# アクラン州

赤いところがアクラン州

アクラン州（アクランしゅう、Province of Aklan）は、フィリピン中部西ビサヤ地方（Western Visayas, Region VI）に属する州である。州都は地方自治体の1つのカリボ（Kalibo）で州内には都市がない。面積は1,817.9km2、人口は574,823人（2015年）。

## 地理
パナイ島の北部に位置し、南にカピス州、西にアンティーケ州と接し、北には海を挟んでミマロパ地方のロンブロン州と接している。
北端にはリゾート地として世界的に知られるボラカイ島がある。

## 言語
アクラーノン語という、この地方でのみ使用される方言がある。
以下簡単なものを載せる。
Maayad ayad nga agahon(おはようございます)
Maayad ayad nga hapon(こんにちは)
Maayad ayad nga gabi-i(こんばんは) 
Kamsta ka? (お元気ですか)
Ano pangaean mo?（あなたのお名前は？）
Siin ka gaistar? (どちらにお住まいですか？)
Saeamat (ありがとう)
Uwa it kaso(気にしないでください)
Siin ka gaadto?(どこにいきますか)
Pila daya?（これはいくらですか）
Dahan ha(気をつけて)